# TheColorGrey
TheColorGrey, pseudoniem van Will Michiels (Antwerpen, 1994), is een Belgisch rapper, zanger en producer. In de zomer van 2016 tekende hij een contract bij Warner Music Belgium. In mei 2017 volgde het debuutalbum Rebelation met singles als "On & On", "Need to Know" en "You Got to Show Me". Dit laatste nummer reikte ook hoog in de afrekening.
In 2019 speelde de rapper op Pukkelpop. In 2020 bracht TheColorgrey zijn album 'OVERCOME' uit  waarvan vooral 'Out Of My Hands' featuring de Amerikaanse rapper Oddisee, 'Suitcase (Add The Weight)' en 'Twice As Hard' grote streamingsuccessen waren. In 2021 bracht hij tevens de track 'Little Love' uit met de populaire Zuid-Afrikaanse artiest Blxckie en featurde hij op Helen's single 'Off Switch'.  

## Discografie
| Album               | Datum van verschijnen |
| ------------------- | --------------------- |
| REBELATION          | 2017                  |
| For What It's Worth | 2018                  |
| OVERCOME            | 2020                  |

## Albums

### OVERCOME (2020)
1. One Time
2. What's New
3. Twice As Hard
4. Malicious Delight
5. Nothing At All
6. Lost In My Thoughts
7. Focus
8. Suitcase (Add The Weight)
9. Black Flower
10. Crazy
11. Up All Night
12. Lights Out
13. Out Of My Hands (ft. Oddisee)

### For What It's Worth (2018)
1. Couldn't Have Been More Wrong
2. Swerve
3. Blackberry
4. The Status
5. Count On Me
6. Jamaica
7. The Thirst
8. You've Got to Show Me

### REBELATION (2017)
1. Don't Wonder
2. Walk That Road
3. Clear Blue Skies (ft. WAYI)
4. Thin Lines
5. Comme Il Faut / Two Sides To A Coin
6. On Lock
7. Fixed (ft. Darrell Cole)
8. Wide Awake in 2K
9. Rounds
10. On & On
11. Need to Know
12. Someday (ft. Oddisee)
13. Silence Speaks

### In Between Phases (EP) (2017)
1. Options
2. Vibes
3. We All Lie
4. So Weak
5. Right Now